# Lancia
Lancia [lánča] je italijanski proizvajalec avtomobilov in podružnica podjetja FCA Italy, ki je del koncerna Stellantis. Leta 1906 jo je v Torinu ustanovil Vincenzo Lancia, leta 1969 je postala del Fiata.
Znamka je znana po močni dediščini v reliju in po tehničnih inovacijah, kot sta samonosna karoserija pri modelu Lambda (1922) in petstopenjski menjalnik pri modelu Ardea (1948). Čeprav na svetovnem prvenstvu v reliju ne sodeluje od leta 1992, Lancia še vedno drži rekord med avtomobilskimi znamkami v številu naslovov prvaka med proizvajalci.
Prodaja avtomobilov Lancia je v letih od 1990 do 2010 upadla s 300.000 na manj kot 100.000 vozil. Potem ko je krovno podjetje Fiat pridobilo tržni delež v Chryslerju, so na evropskem tržišču pričeli s prodajo Chryslerjevih vozil pod znamko Lancia. Zaradi nadaljnjega upadanja prodaje so ponudbo Chryslerjevih avtomobilov leta 2015 ukinili. Odtlej Lancia proizvaja le en avtomobilski model, Ypsilon, ki se od leta 2017 prodaja samo še v Italiji. Kljub izginjanju znamke pa model Ypsilon v Italiji ostaja priljubljen in je bil leta 2019 drugi najbolj prodajan avtomobil v državi.
Novonastalo francosko-italijansko-ameriško podjetje Stellantis je leta 2021 napovedalo, da bodo Lancio poskušali oživiti, povečali nabor modelov in znova razširili prodajo izven Italije.

## Formula 1
Lancia je na kratko sodelovala v prvenstvu Formule 1 v sezonah 1954 in 1955. Na Veliki nagradi Monaka 1955 je Alberto Ascari za volanom Lancie zletel v morje in se teden kasneje smrtno ponesrečil na privatnih testiranjih. Zaradi tega dogodka se je Lancia umaknila iz Formule 1, vsa oprema pa je pripadla Ferrariju. Skupno je Lancia dosegla dve zmagi in deset uvrstitev na stopničke v Formuli 1.

### Prvenstveni rezultati Formule 1
(legenda) (odebeljene dirke pomenijo najboljši štartni položaj, poševne 
najhitrejši krog, † - več dirkačev z istim dirkalnikom)
| Leto | Šasija     | Motor         | Gume | Dirkač              | 1    | 2   | 3   | 4   | 5   | 6   | 7   | 8   | 9   |
| ---- | ---------- | ------------- | ---- | ------------------- | ---- | --- | --- | --- | --- | --- | --- | --- | --- |
| 1954 | Lancia D50 | Lancia 2.5 V8 | P    |                     | ARG  | 500 | BEL | FRA | VB  | NEM | ŠVI | ITA | ŠPA |
| 1954 | Lancia D50 | Lancia 2.5 V8 | P    | Alberto Ascari      |      |     |     |     |     |     |     |     | Ret |
| 1954 | Lancia D50 | Lancia 2.5 V8 | P    | Luigi Villoresi     |      |     |     |     |     |     |     |     | Ret |
| 1955 | Lancia D50 | Lancia 2.5 V8 | P    |                     | ARG  | MON | 500 | BEL | NIZ | VB  | ITA |     |     |
| 1955 | Lancia D50 | Lancia 2.5 V8 | P    | Alberto Ascari      | Ret  | Ret |     |     |     |     |     |     |     |
| 1955 | Lancia D50 | Lancia 2.5 V8 | P    | Luigi Villoresi     | Ret† | 5   |     |     |     |     |     |     |     |
| 1955 | Lancia D50 | Lancia 2.5 V8 | P    | Eugenio Castellotti | Ret† | 2   |     | Ret |     |     |     |     |     |
| 1955 | Lancia D50 | Lancia 2.5 V8 | P    | Louis Chiron        |      | 6   |     |     |     |     |     |     |     |